# Baïdju

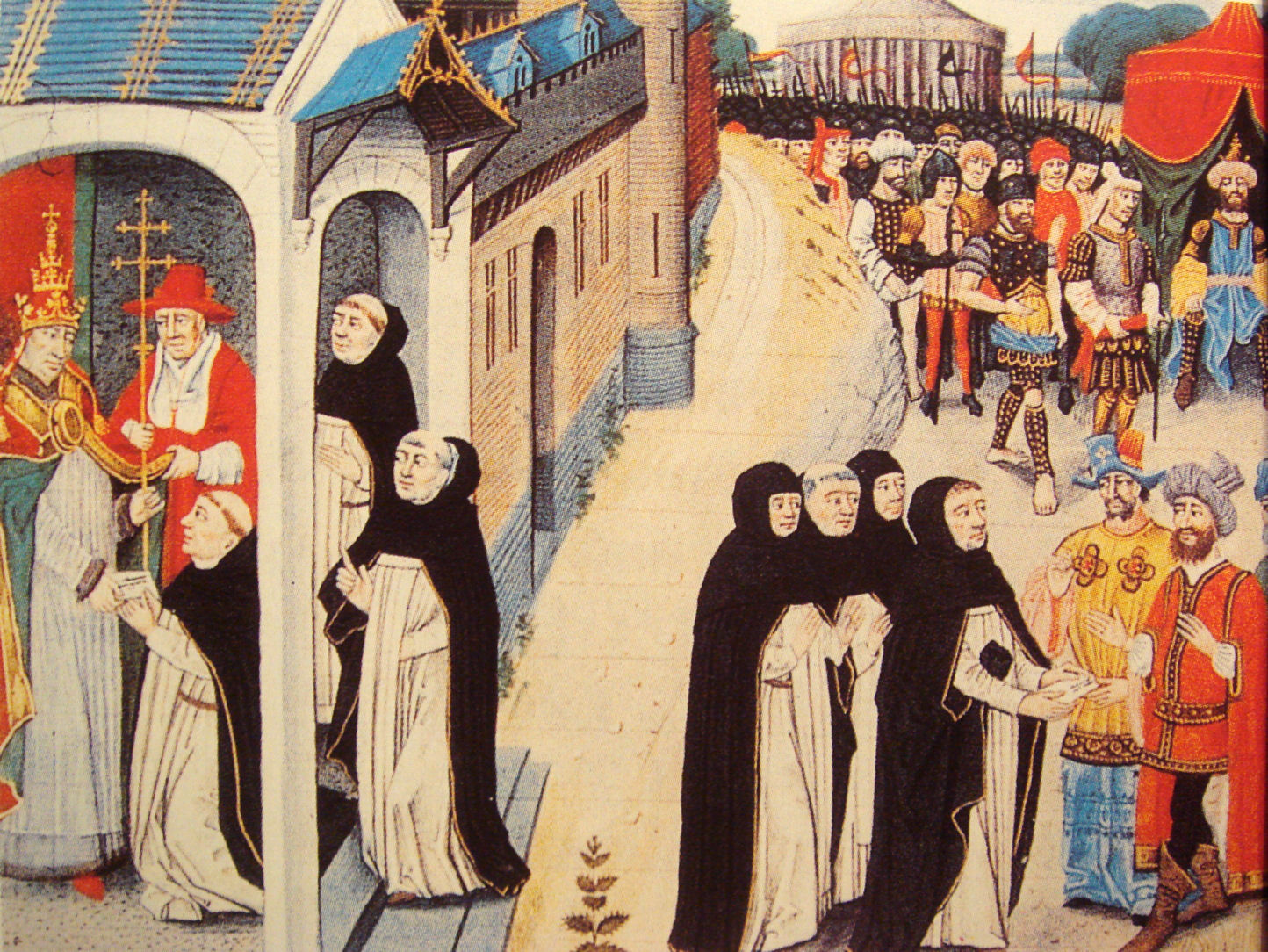
Le frère dominicain Ascelin de Lombardie reçoit une lettre du pape Innocent IV (à gauche). Il va la remettre au général mongol Bayju (à droite) (1245).

Baïdju ou Baiju ou Baijy Noyan est un commandant mongol en Perse au service d’Ögedeï, puis de Güyük et Möngke. Il succède à Tchormaghan, et va étendre le territoire mongol en Anatolie.

## Biographie

### Règne d'Ögödei
Tchormaghan, général des armées mongoles en Perse depuis 1231, fut frappé de mutisme (sans doute de paralysie) vers 1241. Bayju, le remplace en 1242, il conservera cette fonction jusqu’en 1256.

#### Conquête de l'Anatolie
Bayju se met immédiatement en mouvement vers le sultanat seldjoukide de Roum sur lequel règne le sultan Kay Khusraw II et qui semble à son apogée. Bayju, après avoir pris et pillé Erzurum (1242), assure la domination mongole à la bataille de Köse Dağ en juin 1243. Après cette bataille, Kay Khusraw II recherche l’aide de son ennemi l’empereur de Nicée Jean Vatatzès avec lequel il signe un traité d’alliance. Bayju occupe ensuite Sivas qui se rend à temps et est seulement pillée. Les villes de Tokat et de Kayseri qui tentent de résister sont dévastées. Cette campagne étend l’empire mongol jusqu’aux portes de l’empire de Nicée. Dès les premiers revers son allié et vassal l’empereur de Trébizonde préfère se déclarer vassal des Mongols et leur payer un tribut. Kay Khusraw est alors contraint d’en faire autant. Le roi de petite Arménie Héthoum Ier se soumet lui aussi à l’Ilkhanat, assurant ainsi la sécurité des Arméniens vivant hors de Cilicie. Cette politique est poursuivie par ses successeurs ce qui protègera la Cilicie aussi bien des Seldjoukides que des Mamelouks. 
Cependant les Mongols ont de plus sérieux adversaires à l’est. Ils ne laissent que peu de forces dans la région et maintiennent leur suzeraineté par des raids punitifs.
La reine Rousoudan de Géorgie est contrainte de demander la paix. La Géorgie devient, elle aussi vassale des Mongols. En 1245, Bayju consolide la domination mongole au Kurdistan en occupant Khilat (Ahlat) et Amid (Diyarbakır). Les Mongols remettent Khilat à leurs vassaux géorgiens. L’atâbeg Zengides de Mossoul Bedr ad-Dîn Lu’lu’, reconnaît aussi la suzeraineté mongole.

### Règne de Güyük

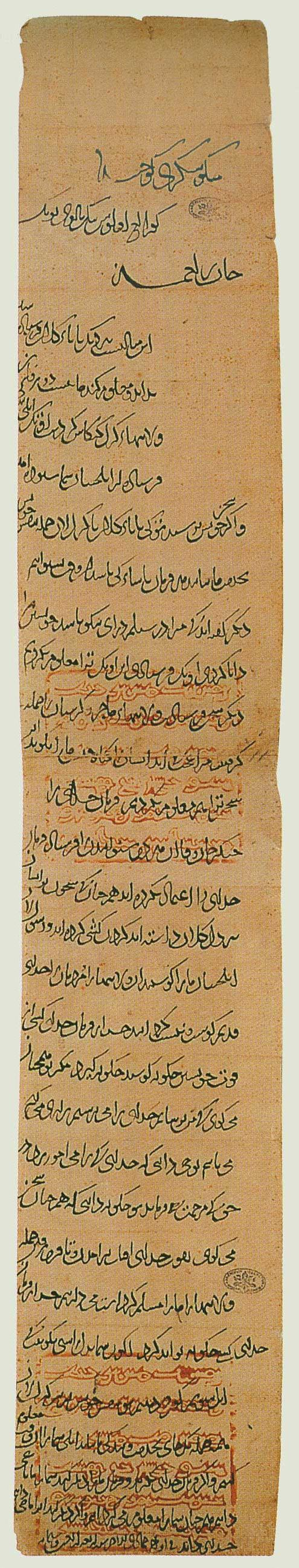
La lettre envoyée par Güyük au pape Innocent IV en 1246, écrite en perse.

En 1246, à la fin de la régence qui suit la mort d’Ögedei, Güyük est élu grand khan. Bayju tombe en disgrace, Güyük nomme Eljigidei (en) qui chapeaute Bayju. 
L’action de Bayju fut prépondérante dans les affaires de Géorgie et d’Asie Mineure. La reine de Géorgie Rousoudan meurt en 1245, Bayju propose de donner la couronne de Géorgie au neveu de la défunte, David Ulu. Mais le khan de Qiptchaq Batu a pris sous sa protection le fils de Rousoudan, David Narin. Les deux prétendants plaident leur cause en Mongolie auprès du grand-khan Güyük (1246). Celui-ci les départage, donnant le Karthli à David Ulu et l’Iméréthie à David Narin.
À sa mort en 1246, Kay Khusraw II laisse trois fils de mères différentes. Tous les trois sont mineurs et sont sous la tutelle des vizirs et des Houlagides, Güyük attribue le trône du sultanat de Roum à Kılıç Arslan IV, de préférence à son frère aîné Kay Kâwus.
Güyük meurt en 1248.

#### Ambassade d'Ascelin
Bayju semble moins bien disposé envers les chrétiens que son prédécesseur Tchormaghan. Les cinq frères dominicains envoyés du pape Innocent IV et dirigés par Ascelin de Lombardie sont froidement reçus. Il arrive le 24 mai 1247 au camp de Bayju situé du côté de l’Arran, au nord de l’Araxe, à l’est du lac Göktcha. Peu diplomate, Ascelin refuse d’accomplir devant Bayju la triple génuflexion due au représentant du khan. Bayju, furieux, menace de faire exécuter les dominicains. Le 17 juillet 1247, Eljigidei envoyé par le grand-khan Güyük arrive au camp de Bayju. Celui-ci est chargé de remettre à Ascelin un message pour le pape. Ce message est de la même nature que celui qui avait été envoyé en novembre 1246 et confiée à Plan Carpin : Güyük revendique de droit divin l’empire universel et demande au pape de lui rendre hommage en personne, faute de quoi il sera traité en ennemi. Ascelin et ses compagnons quittent le camp de Bayju le 25 juillet 1247. Bayju leur adjoint deux envoyés « mongols » qu’Innocent IV reçoit longuement en 1248. Le 22 novembre 1248, Innocent leur remet une réponse pour Bayju.

### Règne de Möngke
En 1251, après une nouvelle période de régence, Möngke est élu grand khan. Entre la mi-octobre 1251 et la mi-février 1252, Möngke fait arrêter et mettre à mort  Eljigidei. Bayju reste seul chargé du gouvernement militaire jusqu’à l’arrivée d’Hülegû en 1255.
De 1240 à 1250, les Mongols parviennent à se maintenir sur un territoire qui correspond approximativement à l’Iran. Ils tolèrent de petits états indépendants comme la Géorgie. Ils se réservent le droit d’intervenir dans la succession de ces princes vassaux et de leur imposer le paiement de lourds tributs. Cependant, ils semblent butter contre le califat abbasside et contre les Nizârites (Assassins) d’Alamut.
En 1255, Möngke envoie son plus jeune frère Hülegû, pour accomplir trois tâches dans le sud-ouest de l’Asie :
- L’assujettissement des Lors, un peuple vivant dans le sud de l'Iran
- La destruction de la secte des Assassins
- Le renversement du califat abbasside

De son côté Möngke se consacre à la conquête de la Chine avec son frère cadet Khubilaï. 
En 1256, Michel Paléologue mène la guerre face à Michel d'Epire. Accusé de conspiration il se réfugie chez `Izz ad-Dîn Kay Kâwus qui le met à la tête de ses soldats combattant les Mongols. Möngke convoque Kay Kâwus. Ce dernier n’a guère envie de cette rencontre, il envoie à sa place son jeune frère `Ala' ad-Dîn Kay Qubadh II chargé de riches présents pour le Khan. En chemin, à Erzurum, Kay Qubâdh est assassiné. Möngke provoque une enquête sur cette mort mais elle ne mène à rien. Bayju demande à Kay Kâwus de lui procurer des quartiers d’hivers et d’été en Anatolie pour que son armée et sa tribu puisse s’y installer. Mécontent du retard que Kay Kâwus met à s'acquitter du tribut, Bayju engage le combat et vainc les armées seldjoukides à Aksaray (octobre 1256). Kay Kâwus trouve refuge auprès de l’empereur byzantin Théodore II Lascaris (1261). Cette défaite des Seldjoukides provoque un nouvel afflux dans l’ouest de l’Anatolie de populations turques qui fuient l’avance mongole.
Hülegû vient rapidement à bout de ses deux premiers objectifs : il prend facilement le contrôle des Lors. Les Assassins capitulent et livrent sans combat leur forteresse d'Alamut pourtant réputée imprenable (décembre 1256).
Hülegû accuse Bayju de n’avoir rien fait ces dernières années sauf d’avoir fait peur aux troupes mongoles avec la puissance du calife abbasside. Bayju se lance alors dans une série de campagnes victorieuses pour se racheter aux yeux d’Hülegû. Hülegû lui reproche aussi de n’avoir pas su fournir des troupes pour la guerre contre les Assassins. Bayju reçoit l’ordre de rejoindre Mossoul et de descendre le long de la rive droite du Tigre pour protéger le flanc ouest de ses armées qui partent à l’attaque de Bagdad. Bagdad est prise par Hülegû, avec la participation de Bayju, le 10 février 1258.

#### Conquête de la Syrie
Pour terminer le programme tracé par Möngke, Hülegû va à la conquête de la Syrie et de l’Égypte. La Syrie est alors partagée entre les Francs et les Ayyoubides. Les Francs, dans la principauté d’Antioche et le comté de Tripoli où règne Bohémond VI et dans le royaume de Jérusalem. Les Ayyoubides sont installés à Alep et à Damas. Bien que les Ayyoubides aient fait allégeance à la puissance mongole en 1258, Hülegû est décidé à conquérir leurs territoires. La grande armée mongole se met en marche vers la Syrie. L’avant-garde est menée par Ketboğa. L’aile droite est commandée par Bayju et le centre par Hülegû en personne. 
L'armée part du Kurdistan vers la Djézireh, le khan prend Nisibe, Harran et Edesse, il massacre les habitants de Saroug parce qu'ils ont résisté. Il passe l’Euphrate, saccage Manbij et vient assiéger Alep. Le sultan Al-Nasir Yusuf, au lieu de tenir tête dans cette ville, reste à Damas. Le métropolite jacobite d’Alep, Bar Hebraeus vient au-devant des Mongols, rendre hommage à Hülegû. Le 18 janvier 1260, cette armée renforcée par les Arméniens du roi Héthoum et par les Francs de Bohémond VI, commence le siège d’Alep, que défend l’ayyoubide Tûrân Châh
. La chute d’Alep entraîne celle de Hama, qui se rend sans combat. Le 1er mars 1260, Ketboğa accompagné par le roi d’Arménie et par Bohémond VI, entre dans la ville de Damas abandonnée par ses défenseurs. Le 6 avril la citadelle capitule.

### La fin de vie
Le 11 août 1259 le grand-khan Möngke est mort. Hülegû quitte la Syrie pour participer à la nomination de son successeur. Hülegû ne laisse derrière lui qu’un faible contingent de 10 000 à 20 000 hommes. Ce qui arrive ensuite à Bayju est obscur, mais le contingent laissé par Hülegû n’est pas sous ses ordres de Bayju mais ceux de Ketboğa. 
Le sultan mamelouk d’Égypte Sayf ad-Dîn Qutuz veut profiter de cette situation qui lui semble favorable. Le 26 juillet 1260, leur avant-garde conduite par l’émir Az-Zâhir Rukn ad-Dîn Baybars al-Bunduqdari Baybars, part vers la Palestine. La rencontre avec Ketboğa se produit à Aïn Djalout le 3 septembre 1260. Les Mongols sont vaincus, Ketboğa est fait prisonnier et exécuté. C’est après cette défaite que Bayju aurait été démis de ses fonctions, puis exécuté sur ordre d’Hülegû.

### Baïdju dans la culture populaire
La série télévisée turque Diriliş: Ertuğrul, qui relate de manière romancière la vie d'Ertuğrul de 2014 à 2019, il est interprété par Barış Bağcı.